# Десантний корабель

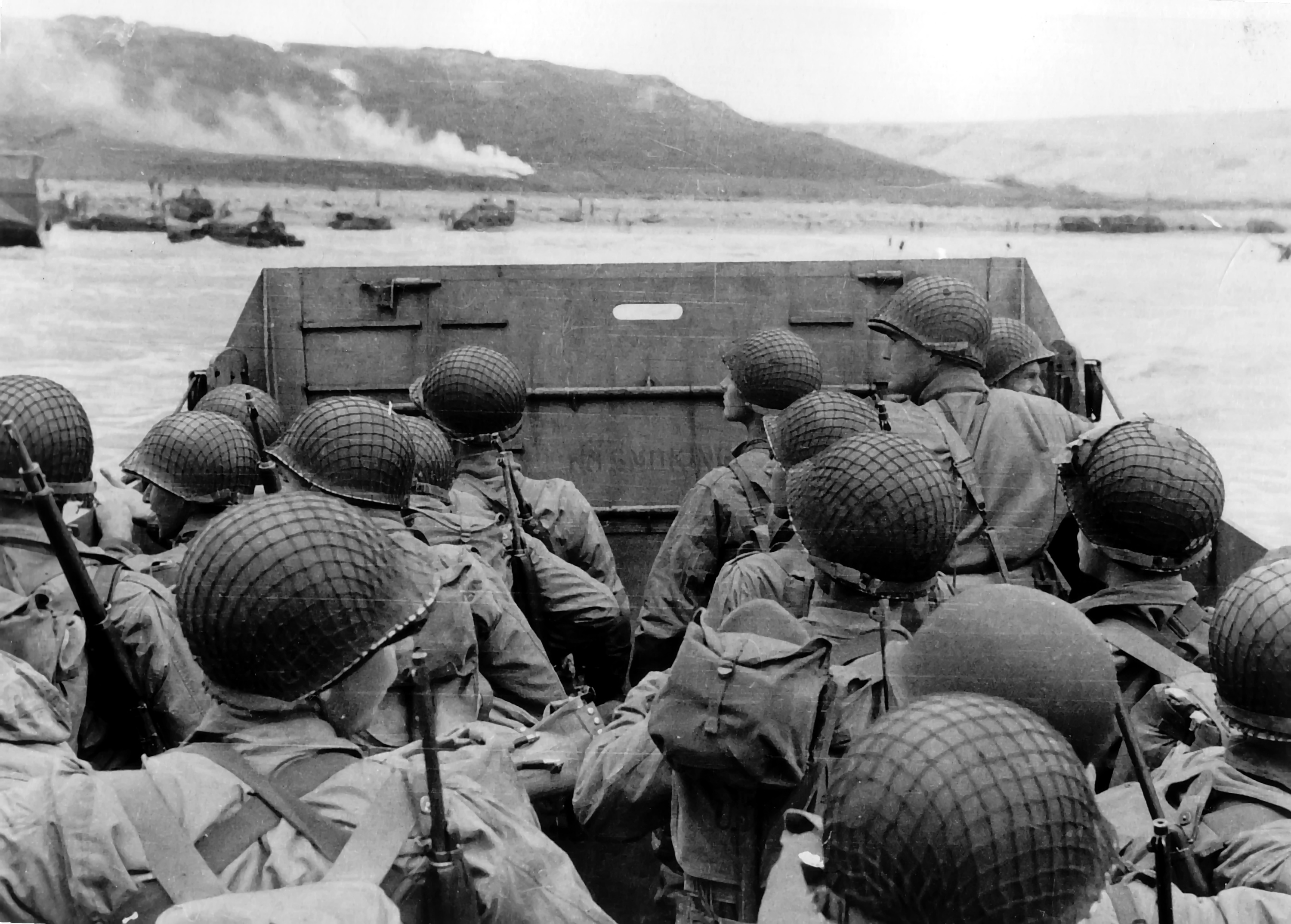
Американський десант на малому десантному кораблі наближується для висадки на плацдарм «Омаха» під час операції «Нептун»

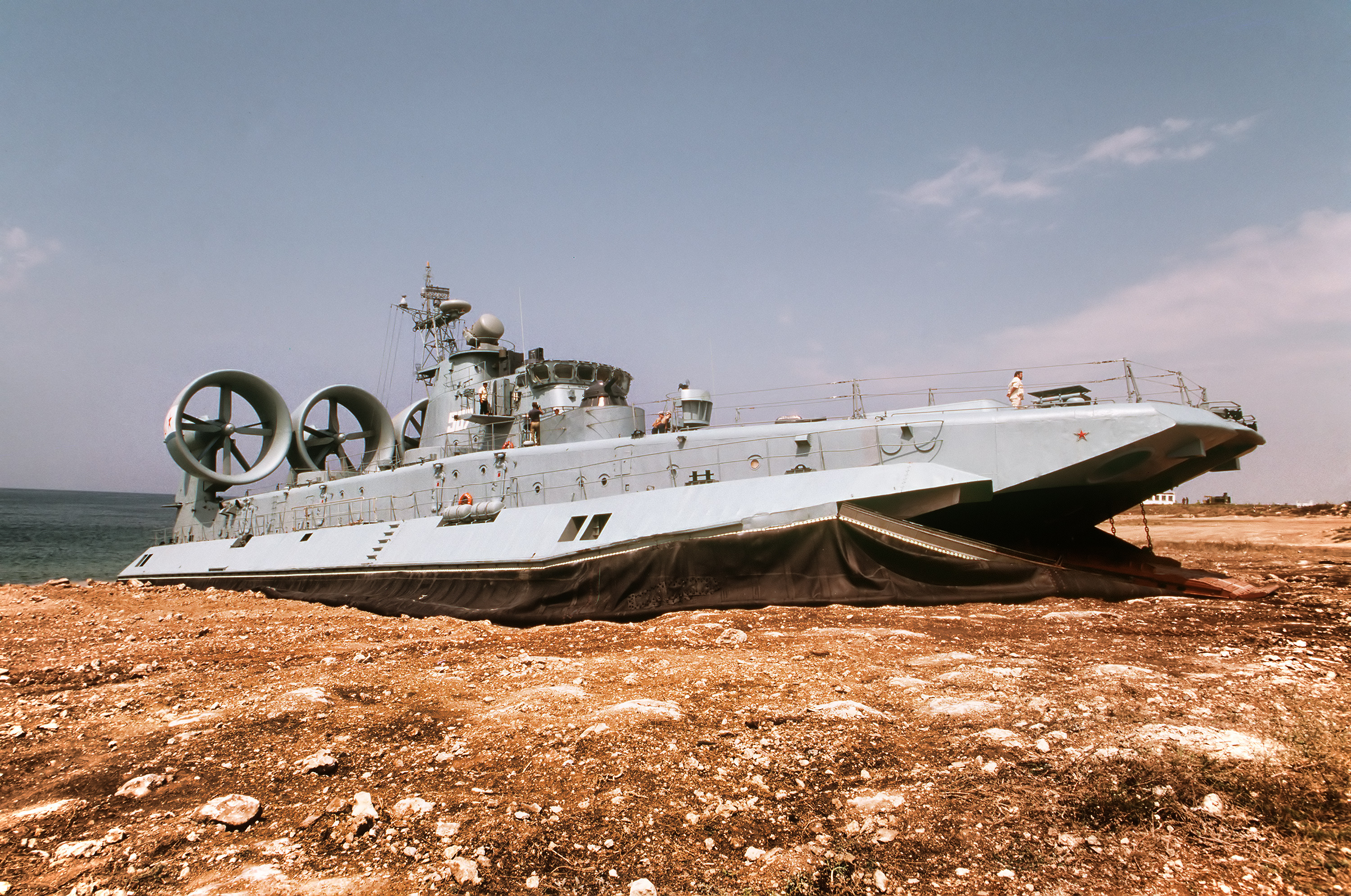
Малий десантний корабель на повітряній подушці проєкту 12322

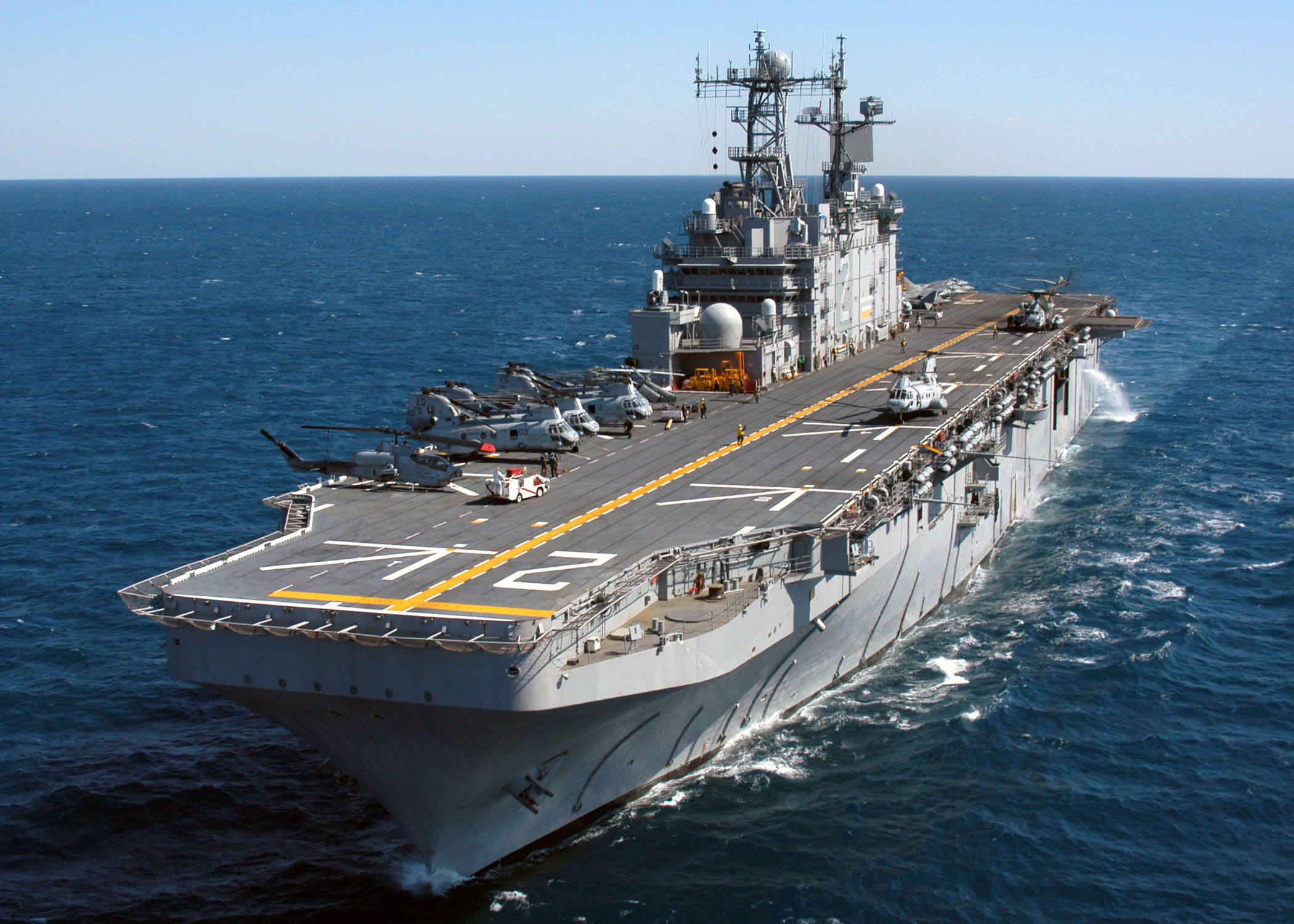
Універсальний десантний корабель ВМС США USS «Сайпан»

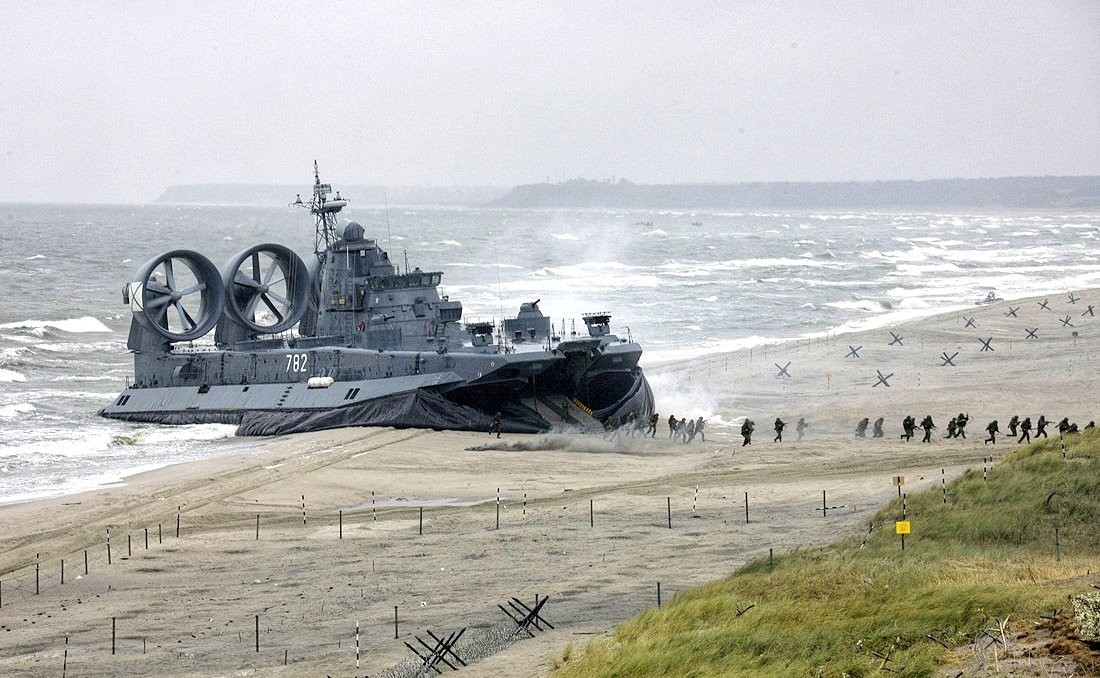
Висадка десанту з десантного корабля на повітряній подушці

Десантний корабель — військовий корабель, призначений для перевезення військової техніки і особового складу, здатний здійснювати їх висадку на необладнане узбережжя.